# Cryptandra inconspicua
Cryptandra inconspicua là một loài thực vật có hoa trong họ Táo. Loài này được Rye mô tả khoa học đầu tiên năm 2007.